# Clarissa Bonet
Clarissa Bonet (nascida em 1986) é uma artista e fotógrafa americana.
O seu trabalho está incluído nas colecções do Museu de Belas-Artes de Houston e do Museu de Fotografia Contemporânea.
Em 2019 ganhou o Grande Prémio Hasselblad X You.